# Meinhardt (Siegen)
Meinhardt war eine von sieben Hüttensiedlungen Weidenaus und später Teil dieser Gemeinde im nördlichen Siegener Stadtgebiet im Kreis Siegen.
Die endgültige Besiedlung des Ortes fing zwischen 800 und 950 in der „Fränkischen Ausbauperiode“ an. 1444 wurde erstmals ein Meinhardter Hammer erwähnt. Dieser wurde Mitte des 19. Jahrhunderts durch Wilhelm Berg übernommen und zu einer Maschinenfabrik umgebaut. Nachgewiesen ist auch eine Schleifmühle im Jahr 1496, sowie eine kleine alte Mühle 1570. 1826 wurde eine neue Mühle errichtet, sie bestand noch bis in die 1950er Jahre, war aber schon früher nicht mehr in Betrieb.
Meinhardt ist überwiegend evangelisch geprägt, zwischen 1711 und 1743 jedoch katholisch. 1861 lebten 150 Menschen im Ort. Zum 1. Dezember 1885 hatte Meinhardt 265 Einwohner. Durch „Allerhöchsten Erlaß“ des deutschen Kaisers Wilhelm II. wurde 1888 festgelegt, „daß die die Gemeinde Weidenau, im Kreis Siegen, bildenden Ortstheile Haardt, Fickenhütten, Schneppenkauten, Münkershütten, Müßnershütten, Meinhardt und Weidenau unter Wegfall der bisherigen Bezeichnung für die einzelnen Ortstheile fortan einheitlich den Namen ‘Weidenau’ führen“ sollten.